# 叙利亚内战年表 (2011年1月—2011年4月)
本页面记述2011年1月至4月叙利亚内战的主要事件。

## 一月
1月26日，Hasan Ali Akleh在敘利亞東北部的哈塞克模仿突尼斯人穆罕默德·布瓦吉吉的做法，将汽油浇在自己身上进行自焚。现场目击者描述，他是通过这个行为在向叙利亚政府进行抗议。
28日晚上，在拉卡举行了一次示威游行，主要是抗议两名库尔德裔士兵被杀。

## 二月
2月2日，人权观察组织报道，有20个平民遭到殴打，其中15人后来失踪，他们之前曾在大马士革的Bab Tuma地区为埃及革命运动举行了一次烛光守夜活动。
3日，在Facebook和Twitter上发布了一些计划于4日和5日举行以“愤怒日”为口号的示威游行的消息。抗议者要求政府进行改革，不过参与者大多居住在叙利亚国外。发布者希望这些消息能把想获取自由、人权和结束紧急状态法的叙利亚人都调动起来并于2月4日开始行动。抗议者也打算于2月5日在大马士革的国会前和驻扎在各国的叙利亚大使馆前举行集会。
5日，在哈塞克有数百人参加了一个呼吁总统辞职的大型游行。其中几十人被政府逮捕，不过很快引起了另一场游行。一个被政府禁止的组织Jamal Atassi Forum的负责人苏海尔·阿塔西呼吁进行政治改革和结束1962年颁布的紧急状态法以恢复民权。除此之外，没有别的抗议活动发生。“愤怒日”计划失败后，半島電視台将叙利亚描述为一个“沉默的王国”，認為敘利亞局勢未有出現不穩是因為以下原因：叙利亚当局采取了严格的安全防范措施，总统巴沙尔·阿萨德在国内尚有一定的民意支持，以及民众擔心在推翻現政府後可能出現像伊拉克那樣的教派之间暴力冲突。
就在计划于2011年2月5日举行抗议的前几天，叙利亚政府逮捕了一些政治活动家，比如商人Ghassan al-Najar，他是该国民主运动的领导人，作家Ali al-Abdallah，来自于劳工党（Communist Party of Labour）的Abbas Abbas，以及以Adnan Mustafa为代表的几名有库尔德血统的政治名人。
2月14日，一名写博客的学生Tal al-Mallohi被以为美国从事间谍工作为由被判入狱五年。美国政府否认这个指控并要求叙利亚当局立即释放al-Mallohi。
2月15日，在人权组织的压力下，叙利亚政府释放了因号召大规模抗议而被逮捕的Ghassan al-Najjar，他被当局称为“经验丰富的宗教主义分子”。
2月16日，前副总统里法特·阿萨德的儿子和现任总统的侄子、叙利亚民主与自由协会（ODFS）的负责人兼政治活动家里巴尔·阿萨德在倫敦召開記者會，表示他“想要一次和平的权力变更，并不想看到叙利亚革命”。
17日，大马士革的哈米迪亚集市外面爆发了一场自发的抗议活动，以抗议警察殴打一名当地商铺的東主。一个目击者估計有超过1500人参加了抗议。该国的秘密警察陪同几位政府官員很快到达该地区，最后内政部长也到場，驱散了抗议的人群。内政部长将該名店東带上了他的车子，并答应调查事件。
22日，大约200人聚集在位于大马士革的利比亚大使馆前面，以抗议利比亚政府并要求大使辞职。尽管人群比较安静，但是附近还是围了不少安全部队和便衣警察。抗议者高举并读着写有“人们需要自由”和“卡达菲下台”的標語牌。当抗议人群高唱“那些殴打本国人民的人是卖国贼”的时候情势有了转变：安全部队要求所有人立即回家，一些人被警察用棍棒猛打、猛击和用脚踢。有14人被逮捕，后来被释放了。
23日，在一次国会正常开会期间，一位獨立议员提出了对严酷的紧急状态法要进行检討的建议，这个议题之前并没有被会议列入讨论计划。后来当議長要求对该议案进行投票表决时，沒有其他議員投支持票。

## 三月

### 上旬
3月6日-10日
3月6日，多名15岁以下的孩子在德拉被逮捕，因为他们在该城市的一些墙上写上“人们想要打倒政权”的文字。有报道称反卡达菲势力在拉斯拉努夫击落了两架叙利亚军用飞机，后来它被叙利亚官方否认了。四个兄弟（反政府的活动家）在贝鲁特的叙利亚大使馆前散发传单后很快就失踪了，传单内容是号召举行反政府的游行。《时代杂志》报道说许多叙利亚年轻人對政府不滿，但是他们需要一个爆发点。里巴尔·阿萨德说叙利亚该是成为下一塊多米諾骨牌的时候了。
7日，13名政治犯在监狱里绝食，以抗议发生在该国的“政治监禁和压迫”。他们要求结束政治逮捕，呼唤正义的回归和恢复失去的民权和政治生活。
3月8日，叙利亚政府释放了哈伊萨姆·马利赫，一名80岁高龄的前任法官和敢于直言的评论家。
10日，多名有Yakiti党和民主联盟背景的库尔德族囚犯开始集体绝食，以響應在三天前於大马士革附近的一所监狱內開始絕食的其他活動家囚犯。人权观察对四天前一些叙利亚活动家在黎巴嫩消失的事件表态，称黎巴嫩是在做同叙利亚一样的肮脏的事情。叙利亚外长说叙利亚正密切高度关注着“兄弟国家”利比亚的局势的发展。该国报纸Al-Watan表示说叙利亚政府欢迎穆巴拉克政府的下台，并期待新领导的出现。改革党指责叙利亚总统向卡达菲运送杀死利比亚自己人民的武器。

### 中旬
3月12日
12日，数千名卡米什利和哈塞克的库尔德人举行了示威抗议，当天是库尔德族的「烈士日」，2004年当天有许多库尔德人死于反政府示威中。
半島電視台报道一艘装满武器、弹药和500辆SUV的民用货船，从塔尔图斯港出发，驶向利比亚首都的黎波里，目的是支援卡达菲的武装力量。同时报道了来自叙利亚有一个营的部队在帮助卡达菲对付反卡达菲的力量，以上消息在对利比亚政治人物Ibrahim Jibreel采访后得到证实。
3月13日
13日，来自于该国民主解放与人权保卫委员会（CDF）的成员库尔德人Kamal Hussein Cheikho以500叙利亚圆（$10美元）被获得保释。他仍旧面临“出版对国家有害的材料”的指控。
3月15日
3月15日，该国许多城市同时发生了许多抗议活动，数千名抗议者聚集在哈塞克、德拉、代尔祖尔和哈马。依据一些持不同政见者的组织的报道说，发生了一些示威者同安全部队之间的冲突。在大马士革，一个200人的集會很快发展至1500人，自1980年代以来该城市就很少有过类似的抗议发生。在一个正式名为“2011年叙利亚革命”（Syrian Revolution 2011）的Facebook主页上，展示了许多发生在开罗、尼科西亚、赫尔辛基、伊斯坦布尔和柏林等地举行的示威活动的图片，以表达对叙利亚反政府示威活动的支持。
苏海尔·阿塔西成为了“叙利亚革命”行动的非正式发言人，她被大量阿拉伯国家和其他国际媒体所采访。有报道说在大马士革有六人被逮捕。她盛赞“那些主动走在前面的示威者”，“因为这让人想起刚刚发生在突尼斯和埃及的革命运动”。据报道大约有3000名抗议者被逮捕以及少数人牺牲了，不过还没有正式的死亡数字。
3月16日
3月16日，叙利亚政府武力驱散了聚集在内政部前面的约200名抗议民众。阿拉伯卫星电视台报道说这些人由社会活动人士、法学家、作家、记者、年轻学者以及被关押者家屬组成。一些安全部队的官员尽力挤入到各个地方示威人群里面，并大声喊他们各自对总统忠诚的口号。部队也逮捕了许多抗议者，半島電視台报道说是25人，而阿拉伯卫星电视台报道是32人，其中有社会活动家兼律师苏海尔·阿塔西，以及两天前刚被释放的活动家Kamal Cheikho。世界反酷刑组织（World Organisation Against Torture）发布了一份被逮捕人士的名单，并要求叙利亚政府立即释放他们。
内政部的发言人Mohamed al-Ali则否认有示威活动的发生，并说“Facebook运动”被证明是不成功的。他还说“宣称的抗议”是由“躲藏在一堆发霉变质的人群里的人”组成，“他们只不过是想让人们看起来像是抗议罢了”。不过在另一个场合，他又承认了抗议的发生，但是他却说集会的人群是在表达支持总统的。
3月18日
3月18日，叙利亚爆发了几十年来最严重的骚乱。在“尊严星期五”（Friday of dignity）的号召行动下，周五的祷告活动后，数千人抗议者走上全国的大街要求结束政府腐败。示威者受到安全部队的暴力镇压。示威者高呼“真主，叙利亚，自由”以及其他反腐败的口号。
一些视频片段相继出现在YouTube和Twitter等网站，里面显示出许多城市的大量示威抗议活动，如大马士革、德拉（Daraa）、霍姆斯（Homs）、巴尼亚斯（Baniyas）、卡米什利和代尔祖尔等城市。在大马士革，安全部队用暴力对付聚集在倭马亚大清真寺前面的抗议民众，并拖走至少两位活动家。在南部城市德拉，人们高喊反对总统的表弟拉米·马赫卢夫的口号。当局派出直升机和高壓水槍来驅散民众。有未经证实的报道说有四名抗议者被杀害，以及数百人受伤。一个居民说在德拉有三名抗议者被部队所杀。叙利亚政府则宣称有未知的渗透者在该国制造了混乱。
3月19日
叙利亚军队发射催泪瓦斯以驱散在德拉聚集的人群，当时人们正在参加一场在前一天的反政府活动中被杀的两名抗议者的葬礼。人群高喊了“真主，叙利亚，自由”口号，目击者称当时军方使用的气体比普通的催泪瓦斯更具毒性。「敘利亞人權聯盟」表示有10名參與3月16日在内政部前面集会後被拘留的妇女開始絕食。
2011年3月19日，敘利亞总统下令将军队士兵服兵役的义务从21个月缩短到18个月。
3月20日
在德拉数千人连续第三天走上大街进行示威抗议，他们高喊反对国家紧急状态法的口号。军队朝他们开火，造成一人死亡几十人受伤。法院大樓、复兴党地方总部以及拉米·马赫卢夫的Syriatel建筑被示威者縱火。
3月20日，政府宣布释放15个孩子，他们是于3月6日由于以街頭塗鴉方式表達對民主的支持而被逮捕。

### 下旬
3月21日
抗议活动开始迅速地蔓延到整个国家。在德拉数千人走上大街示威，部队也被派到了该地区。在Jassem也有数百人举行着抗议，也有报道在巴尼亚斯、霍姆斯和哈马等地有不少抗议的发生。
有报道说，一名11岁的男孩在部队驱散德拉的人群中受伤，后来去世。
德拉的抗议者在复兴党总部和其它政府建筑縱火。警察向人群發射實彈，目击者说导致至少一人死亡和数十人受伤。总统做了一些抚慰的表示，但是人们还是聚集在德拉的Omari清真寺，高喊他们的要求：释放所有政治犯；审判那些屠杀抗议者的人；废止实施了48年的紧急状态法；给予自由权；结束无处不在的腐败。
3月22日
在德拉、Jassem、奈瓦和塞奈迈因都有抗议发生。也有报道说在Inkhil和大马士革的农村地区发生了抗议。在德拉，聚集在Omari清真寺的大型抗议人群受到了一些枪击和催类瓦斯的对待。
在德拉，一名法新社的摄影师和一个记者受到了部队的殴打，他们的器材也被夺走。
联合国人权事务高专纳维·皮莱呼吁调查3月份有六名抗议者被部队杀死的事件。
此外当局又逮捕了著名的人权活动家Loay Hussein。
3月22日，《卫报》报道叙利亚政府组织了支持政府的示威运动，并且参与者还散布和宣传了一些是国内阴谋破坏者和外国渗透者制造了该国的动乱的言论。
3月23日
据报道在该国南部至少有15名抗议者被部队所杀。至少六人在德拉附近的Al-Omari清真寺被部队杀害，包括一名医生和一名护理人员。目击者说有一名12岁的女孩在清真寺附近被部队杀害。
在白天，德拉地区的手机通讯服务被部队切断。部队也禁止救护车进入清真寺所在的市中心。
晚上，据报道部队朝向德拉行进的数百名年轻抗议者开枪。
3月24日
在德拉，大约20000人参加了被部队打死的九名抗议者的葬礼。该国人权委员会报告说死亡的抗议者升到了32人。法新社则报告说在德拉就有超过100人被部队所杀。该国自由作家Louai Hussein被拘留，因为在本周早些时候他曾公布了一份要求获取自由表达权利的请愿书。
3月24日，总统发言人布赛奈·沙班声明政府将会研究取消紧急状态法和允许其他政党成立的可行性。政府也宣布会削减个人所得税，公务员个人工资每月增加1500叙利亚圆（32.60美元），并保证扩大出版自由，创造更多的就业机会和降低腐败。
3月25日

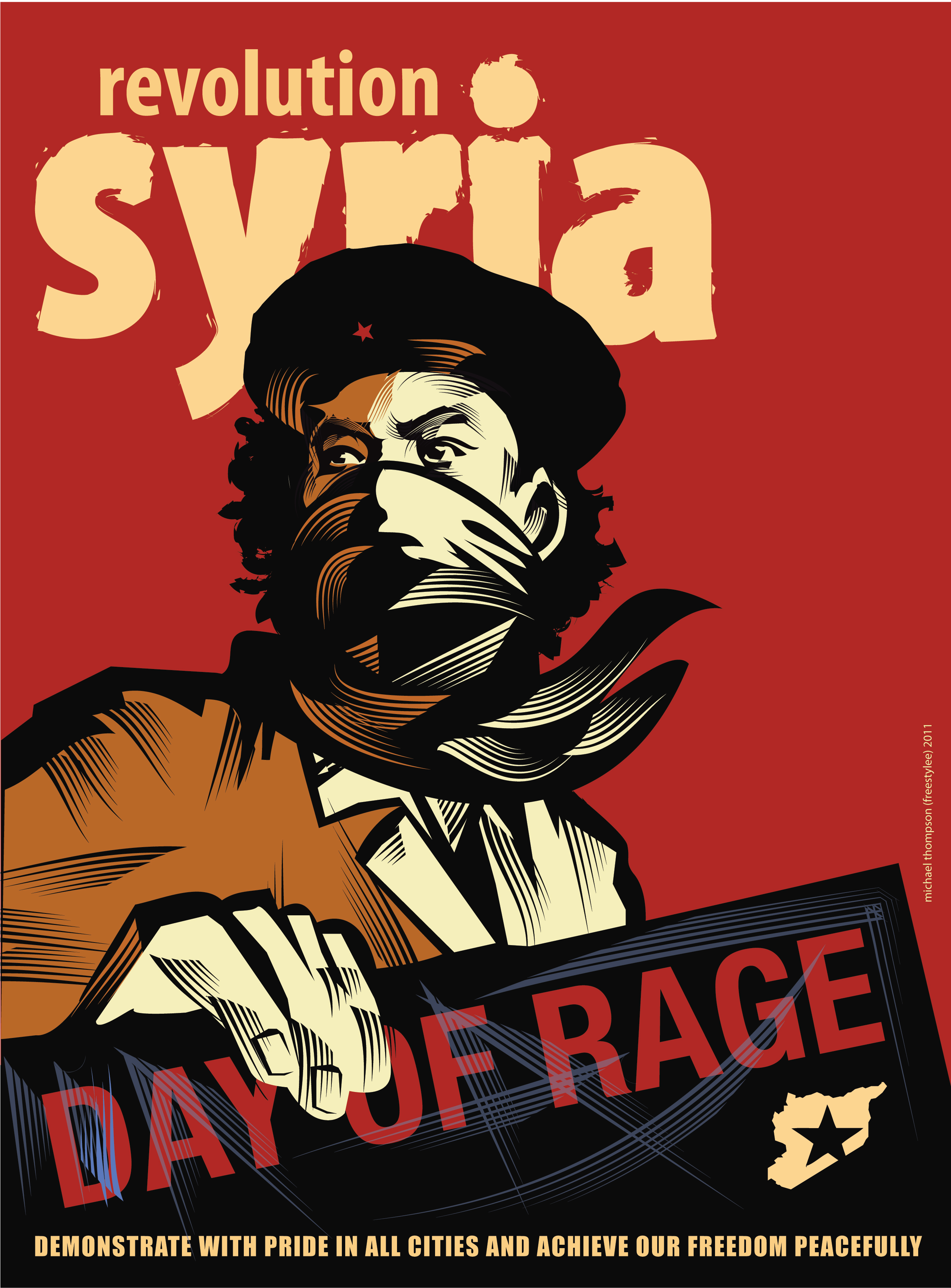
以“愤怒日”为口号的网络宣传画

在一个计划于周五祷告后举行一场以“愤怒星期五”为口号的大型抗议活动的呼吁下，上万人涌上全国的大街，以反抗政府对示威者使用致命的暴力措施。在该国的南部军队朝示威者开枪，杀死了一些和平示威者，根据目击者陈述和新闻报道，这个严重的伤害事件使国家进入了混乱。
有报道，在德拉10万人举行的抗议中至少20人被杀害。一个目击者说数千人高喊反对总统兄弟的口号: “马希尔·阿萨德你这个懦夫，有本事派你的军队去解放戈蘭”。一座哈菲兹·阿萨德的雕像被拆除且被火烧了。政府驻地也有人放火。
在大马士革、代爾祖爾、霍姆斯、拉塔基亚（Latakia）和拉卡（Ar-Raqqah）也有抗议发生。在拉塔基亚和霍姆斯分别有一名抗议者被部队打死。也有报道说在全国有许多人被打死。
在塞奈迈因，有目击者说20人被部队打死。叙利亚官方新闻机构却说“一些罪犯”袭击了军队首领，因此“导致几个袭击者死亡”。
在德拉，有许多人因在一起团结着高喊要求自由和反对政治腐败的口号而被打死。
在Tafas，三名抗议者被部队打死。在Kafr Amim，有人在复兴党总部放了火。
逊尼派教士首领Yusuf al-Qaradawi，在卡塔尔布道说“今天，革命的火车已经抵达了应该到达的站点—叙利亚站。叙利亚不可能与阿拉伯世界的历史相分离。叙利亚的什叶派教士首领Adnan al-Arour，建议抗议的年轻人应该向埃及革命学习，不要采取暴力行为。他希望总统能设立一个对话委员会以聆听示威者合法的委屈心声。
法新社报道说，流亡的叙利亚反对派领袖要求法国把总统阿萨德赶下台，呼吁法国对叙利亚政府采取措施以防止继续滥杀无辜。有YouTube视频显示，在阿勒颇的大清真寺里抗议者们受到袭击和殴打。另一个视频显示，一些抗议者涌进大马士革的Ar-Rifai清真寺，他们高喊 “真主，叙利亚，自由”口号。一个相关的YouTube视频像一部电影一样，是在霍姆斯拍摄的，内容是安全部队改穿上平民服装，目的是想激怒那些抗议者。
在通往德拉的路上，有17名示威者被杀；有40人在Omari清真寺附近死去；25人死于霍姆斯的al-Sanameen地区；4人死于拉塔基亚；3人死于大马士革。
3月26日
敘利亞政府释放超过200名政治犯，其中大约70人是大部分被关押在Saidnaya监狱里的伊斯兰主义者。日落时分，至少有两个城市的复兴党办公地起火。部署在拉塔基亚军队朝周围的人群开火。
在拉塔基亚和Tafas的复兴党所在地和警察局都设置了军力。政府谴责“武装的暴徒在试图破坏国家的稳定”。政府控制的叙利亚新闻机构（SANA），宣称一个占领了拉塔基亚的许多地方的武装团伙，朝公民和部队人员开火。在德拉，数千人抗议中有两人被杀。两个美国公民被以参与了抗议活动的名义而被叙利亚政府拘留，两人分别为32岁的拥有埃及和美国双重国籍的Mohammed Radwan，和来自佛蒙特州21岁的Middlebury学院的学生Pathik Tik Root。
霍姆斯的地方领导人因该地发生的死亡事件被解职了。叙利亚驻印度大使为抗议本国发生的屠杀也辞职了。
3月27日
叙利亚官方说有12人在拉塔基亚死亡。一个由半島電視台上传到的YouTube的片段显示，Ar-Rahman清真寺的伊玛目（清真寺内率领伊斯兰教徒做礼拜的人）告诉他们说该城市正在发生大屠杀。
总统顧問Buthaina Shaaban说紧急状态法将会废除，但是没有谈具体时间。她也说总统会公开露面讲话，以表达政府的态度和下一步采取的行动。路透社报道说，他们的两名记者失踪了，最后一次联系是在前晚，当时二人正准备从叙利亚进入黎巴嫩。Al Arabiya报道说，叙利亚将修改宪法第八章里有关对复兴党所做的限制性的内容。记者Sobhi Hasan和Zaher Alamin又被逮捕了。
3月28日
在德拉，一个目击者说，部队用武力强行驱散了数百名要求结束紧急状态法的示威人群，不过即使面对重型武器的威胁，人群还是又重新聚集了。
路透社报道说失踪的两名记者都是黎巴嫩国籍的，他们是从3月26日被叙利亚当局拘留，在獲释后已返回黎巴嫩。
有证人说，国会议员Youssef Abu Roumieh和Ahmad al-Moqdad，以及复兴党书记处的委员Abed al-Latif al-Moqdad，因抗议在德拉发生的屠杀而辞职。
科威特的谢赫（宗教领袖）Nabeel al-Awadi和叙利亚的谢赫Issam al-Attar都表示他们支持反政府示威。
3月29日
在大马士革、阿勒颇、霍姆斯、哈塞克、塔尔图斯和哈马几个城市有数万人举行表达支持总统的集会。同日内阁向总统提出正式請辞。
该国男演员Jamal Suliman通过BBC代表该国的艺术家们发表了一项针对目前举行的示威活动的声明：他们认识到了“执行改革”的重要性，并且愿意与“处于迫切性和改革进程的政治体系”站在一起，“正如他们与人民站在一起一样”。
3月30日
总统发表了一个讲话，他指责“外国阴谋”导致了示威活动的产生，并且宣布紧急状态法不会如Bouthaina Shaaban之前宣布的一样会被废除，相反还会研究该法未来的用途。
一些不滿意阿萨德讲话的抗议者在拉塔基亚涌上了大街，被警察开火攻击。在德拉，许多不满总统讲话的抗议者举行了示威，有五人死亡，从而使该地区喪生的抗议者累积至200人。大马士革的调查法官拒绝释放苏海尔·阿塔西和其他四名社会活动家。
3月31日
又有两名路透社记者Suleiman al-Khalidi和Khaled al-Hariri在叙利亚失踪。
敘利亞总统设立一个由专家组成的委员会，研究为废止紧急状态法所要解决的法律问题；同时又成立一个司法委员会，调查导致公民和安全部队在德拉和拉塔基亞喪生的一些事件。
总统巴沙尔·阿萨德颁佈法令，于4月1日增加政府雇员的工资。
一个位于伦敦的民权组织告诉穆斯林兄弟会说，在周四叙利亚西北部的拉塔基亚有25人在“大屠杀中”（bloodbath）被部队所杀。

## 四月

### 上旬
4月1日-“烈士星期五”
在一个口号为“烈士星期五”（Friday of martyrs）呼吁下，超过25万名示威者在祷告之后，走上全国许多城市的大街举行抗议。在大马士革的郊区Douma，部队朝大约1000人的抗议人群开枪，杀死了8人。在市区，几百名抗议者聚集在Al Rifai清真寺，有报道说部队密封了该寺并攻击想要离开那里的抗议群众。在南部德拉，一名抗议者被杀。 
叙利亚政府关闭了它与土耳其之间的边境，以阻止土耳其人和外国记者进入该国。在德拉，部队不让下午在Omari清真寺里的人离开去参加游行。一名路透社通讯员在被拘留三天后獲释。
有10人在南部的Enkhel和Sanamen之间的军事检查站被杀。在大马士革北部的Douma，部队朝示威者开火，导致至少4人死亡和几十人受伤。
4月2日
一个人权组织表示，数千名德魯茲人在戈兰高地的Buq'ata举行了支持总统的示威，在德拉和霍姆斯安全部队逮捕了超过20人。
土耳其总理埃爾多安说他会敦促阿萨德进行改革。
4月3日
叙利亚当局释放被拘留六天的50岁路透社摄影师Khaled al-Hariri。
阿萨德指定阿德爾·薩法爾为新总理人选，并让他负责组建新政府。
法新社报道周日不能进行网络通讯，手机也没有信号，虽然地面的线路看起来是正常的。
4月4日
阿萨德指定Mohammad Khaled al-Hannus任德拉的地方领导人。同时，在大马士革外面的Douma地区，数千人走上大街游行并高喊反政府的口号。
叙利亚国家新闻机构（SANA）报道，在拉塔基亚的一个监狱里，有一名囚犯放火，导致8名囚犯死亡和两名警察被烧伤。
4月5日
法新社报道，为了纪念那些过去一段时间大量抗议者的被杀，革命发起方组织的一系列以“烈士周”为主题的（Martyrs Week）集会开始了。在大马士革附近，两名警察被身份不明的枪手射杀。在Kafr Batna有15名示威者被杀。
4月6日
阿萨德政府做了一些对逊尼派和库尔德人善意的表示：宣布于2010年新年除夕开张的让伊斯兰主义者愤恨的赌场将会关闭；也说由于穿尼卡布而被开除的教师可以重返学校工作；上万名居住在叙利亚的库尔德人也会获得叙利亚公民权。
政府报纸Teshreen的编辑说，她正在组织与关键的一些反对派人士的对话，目的是听取他们对政治改革的要求。一位亲政府的政治人物表示，叙利亚议会正准备于5月进行一次大的改革，包括结束紧急状态法。
4月7日
叙利亚的法学家们完成了一个新法规的草案，内容是代替紧急状态法和属于复兴党成员的宗教领袖的税法。国际人权组织呼吁联合国人权委员会对目前叙利亚国内存在的人权危机进行干预，最好尽快能举办一个特别会议。
4月7日，敘利亞总统解散霍姆斯省政府，並颁布法令向数千名居住在哈塞克省的库尔德人給予叙利亚国籍。叙利亚的一些人权观察组织说48名库尔德人被释放。随后总统与库尔德部落的领袖举行了会面，谈论了居住在叙利亚东北部的库尔德人的公民身份权问题，这些库尔德人在1962年国家人口统计后丧失了公民权。
4月8日-“反抗星期五”

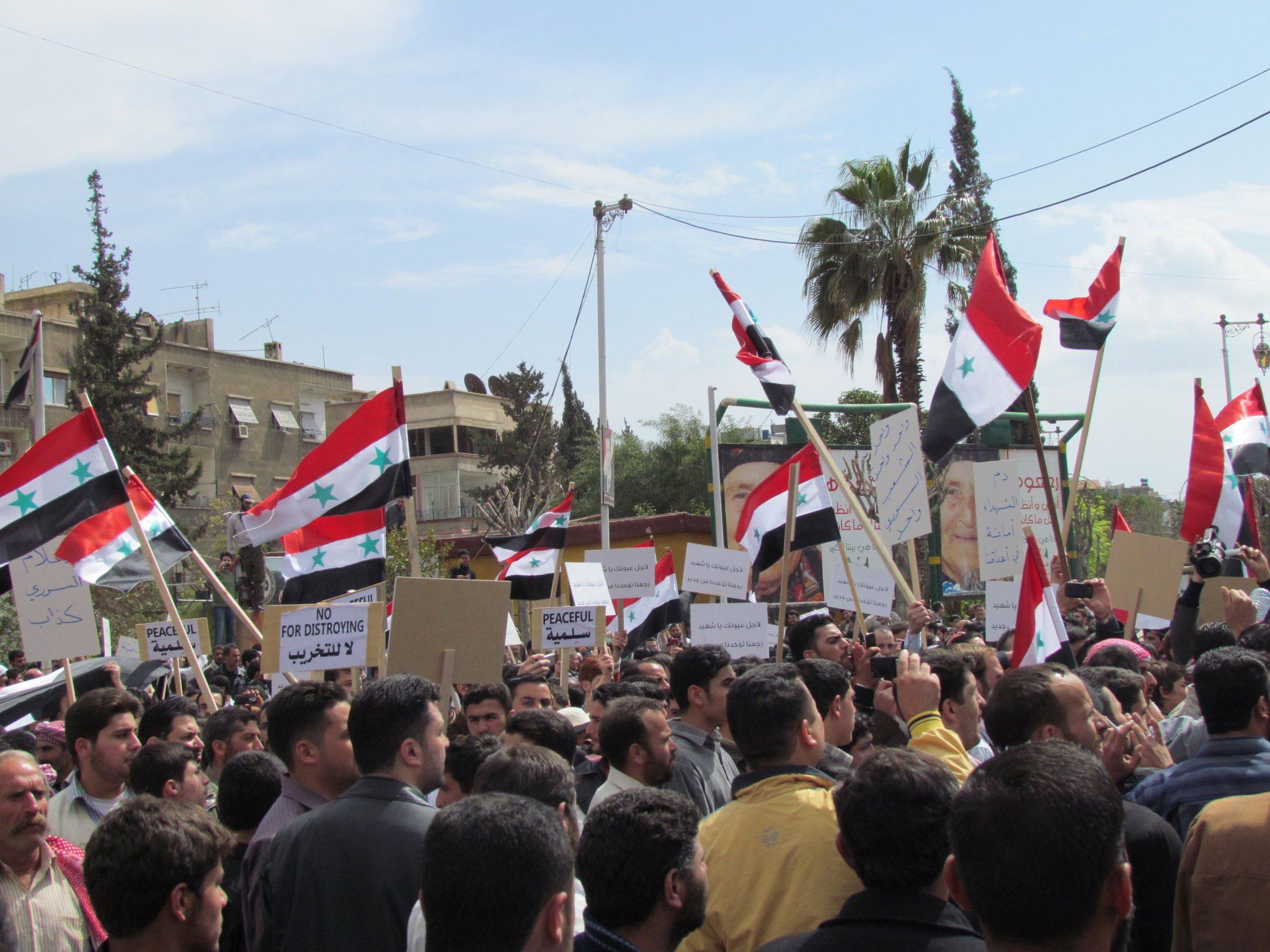
4月8日叙利亚人在大马士革的Douma地区举行的反政府示威活动

作为第三个星期五，示威活动的口号为“反抗星期五”（Friday of Resistance），数千名抗议者走上德拉、拉塔基亚、塔尔图斯、Edlib、巴尼亚斯、卡米什利、霍姆斯和大马士革的郊区Harasta进行示威。
在德拉，有27名抗议者被开枪的部队所杀，更多人则是受了伤。一个活动家在电话里告诉记者说，示威的人群从三个清真寺里出来，当他们行进到该市的法院的时候，遇上了穿着平民服装的安全部队的阻拦，双方产生了冲突。抗议者向总统阿萨德的亲兄巴塞勒·阿萨德的雕像投掷石块，并在复兴党的哨点放火。国家电视台报道说，截止目前已经有19名警察和安全部队成員在德拉被杀。
在大马士革的郊区城Harasta，至少有三人被杀；在第三大城市霍姆斯，有两人死亡，数十人受伤。一个人权组织说周五全国有37人被杀。
4月9日
在德拉的目击者说，有几千人在一个清真寺附近参加大葬礼，部队使用枪炮和催类瓦斯对他们进行驱赶。在拉塔基亚，目击者说部队用枪炮驱散举行抗议的几百人。另一个目击者说有洒水车在不断进出以清除大街上的血迹。
4月10日
据报道在9日：德拉有26人死亡；霍姆斯有20人死亡；巴尼亚斯有1人死亡。
4月10日上午，在巴尼亚斯的大清真寺前举行的示威活动中，军队朝人群开枪，导致至少4人死亡。在霍姆斯，Douma和德拉也有示威发生。根据官方新闻机构（Sana）的报道，一个9名士兵组成的小队在巴尼亚斯附近的路上被埋伏的枪手射杀，其中包括两名长官，另外还有其他许多受伤者。

### 中旬
4月11日
大马士革大学的科学院学生，聚集在Baramkeh地区，举行了高喊要求自由的示威活动，同时也表达他们对德拉和巴尼亚斯发生的示威活动的支持。不过，该学院的院长Mohammad否认有此事的发生，他说有许多学生聚集在学院前面是在表达反对破坏叙利亚稳定的行为和在支持总统。在巴尼亚斯，举行了一场为被军队打死的四名抗议者的葬礼活动，后来演变为新的示威抗议活动，部队则直到晚上一直在攻击他们。
4月12日
证实在11日大马士革大学学生举行的示威抗议活动中，有一个学生被部队打死。有目击者说在巴尼亚斯Bayda的郊区，坦克和枪炮包围着正在进行的示威人群，导致几十人受伤，救护车和来自塔尔图斯援助的食物都被禁止进入该村。
4月13日
数百名妇女参加了一个游行，她们要求释放在Bayda镇被逮捕的350个男人。在阿勒颇大学的文学院发生的抗议活动，学生与部队发生了冲突，三名学生被逮捕。在大马士革，大约50个学生在法学院举行了一个要求自由的抗议活动。
4月14日
阿萨德总统宣布释放几百名“没有参与暴力活动”的囚犯，并且宣告新政府已经成立了。阿萨德会见一个来自德拉的示威者代表团，这是他首次与示威者们进行直接接触。
在苏韦达有300人举行抗议活动。
4月15日-“决心星期五”
当天的口号是“决心星期五”（Friday of determination），在巴尼亚斯、拉塔基亚、Baida、霍姆斯和代爾祖爾这几个城市有共计数万人参加了抗议。半島报道说，有多达5万名抗议者努力从Douma进入大马士革，他们被使用催泪瓦斯的安全部队驱散；而在大马士革的Barzeh地区，当大量部队包围着聚集在清真寺前面的250人的抗议人群时，发生了暴力事件。另一边，在德拉有数千人举行了抗议活动，由于有报道说政府允许示威活动所以部队并没有出现。
4月16日
在德拉，有数千人举行了高喊反政府口号的示威；在大马士革郊区Douma，1500个居民举行静坐，他们要求释放在前些天被逮捕的140人。
在以色列控制的戈兰高地的迈季代勒舍姆斯地区，大约200人举行了反叙利亚政府的示威。
4月16日，敘利亞总统發表电视讲话，表示将会废除紧急状态法；他承认政府与国民之间存在裂口，政府不得不“要跟上人民的愿望”，他的内阁稍后会作出更详细的说明（全文 Archive.today的存檔，存档日期2013-01-02）；他也说“政府和国民团结一致”的重要性；强调采取对话解决问题，公众对政府的支持和信任等是急需的；解释说改革与公民的需求，安全与尊严是相互关联的。他说解决库尔德人的公民权是优先要走的一步，之后政党法、地方组织和选举法，以及新的现代媒体法等一系列改革都被列入了时间表内。接下来还要解决失业、经济、农村服务、吸引投资、公私领域、正义、腐败和受贿行为，税法改革和减少政府浪费等各种问题，这都需要更多公民和组织的参与，以使它们解决地更有效率。
4月17日
在苏韦达，大约300人举行示威，但被安全部队驱散。报道说，在阿勒颇、巴尼亚斯、霍姆斯和Hirak也有示威活动，他们大部分都高喊了要求政治自由的口号。叙利亚国家新闻机构SANA报道说，隐藏在卡车上来自于伊拉克的大量武器已被扣押。在Talbiseh镇的一个公路上，安全部队朝正在举行的葬礼人群开火，打死三人。在霍姆斯，由于一个部落领袖在监禁中死亡，抗议者与部队产生了冲突，导致12名抗议者被杀。
4月18日
在霍姆斯，一名叙利亚高级军官Abdo Kheder al-Tellawi被一个武装组织杀死，同时死亡的还有他的两个孩子和侄子。根据霍姆斯国家医院的负责人Ghassan Tannous医生所说，受害者被利器所害。超过10000个示威者在霍姆斯举行反政府的静坐示威活动，同时也有许多为六名死去的示威者举行的葬礼活动在进行。在巴尼亚斯，大约300个孩子被释放，他们是由于放了带有要求阿萨德下台的标语的气球而被逮捕的。
部队在驱散示威人群时至少射杀13人。叙利亚内政部宣布最近发生的警察、士兵和民众死亡的事件都是一个极端的Salafi武装组织干的。
4月19日
在霍姆斯，一名叙利亚空军上校Mohammad Abdo Khaddour在自己家的前面被一个武装组织射杀。警察用催泪瓦斯去驱散一个静坐的人群并与他们打斗，导致几人死亡，具体数字不清楚。早晨，一个为死去的示威者举行的葬礼活动上，安全部队朝他们开火导致三人被杀。叙利亚当局声称发誓要“消灭任何暴动活动”（crush any new uprising）。一个目击者说，枪炮声至少持续了两个小时。
4月19日，叙利亚政府正式颁布法令废除紧急状态法。
4月20日
活动家说有4000名大学生在德拉举行了抗议活动。

### 下旬
4月21日
阿萨德签署了废除紧急状态法的法令。
4月22日-“伟大星期五”
抗议者把这个星期五称作“伟大星期五”（the Great Friday）。
早些时候，抗议主要发生在大马士革。在德拉、巴尼亚斯和霍姆斯也有比较大的抗议发生。在大马士革的Douma和Harasta地区都布满了抗议的人群。发生在全国的开火导致超过100人（包括抗议者和部队成員）死亡，使得当天成為抗議爆發以來死亡人数最多的一天。
4月23日
全国各地都举行了为刚死去的抗议者举行的葬礼活动。据报道在德拉，狙击兵开火打死了8人，其中5人是部队成員。
4月24日
一个叙利亚人权组织表示，有九个平民在Jableh被部队和支持阿萨德的武装分子所杀。
4月25日
叙利亚政府派出坦克部队进入德拉和大马士革的Douma地区；距离德拉仅几英里远的叙利亚约旦两国边境也被关闭；据一个活动家所述，有18人在德拉被杀。
4月27日
军队持续对示威者采取镇压行动，三天内已逮捕了超过500人。叙利亚政府使用更多坦克和军队以加大攻击的力度，许多平民死于突然袭击，两个约旦公民也死于其中。27日当天，233个复兴党的党员出于反对政府使用暴力攻击示威者而集体退党。人权组织称，在当天的武力镇压行动里，至少有35名平民丧生。
4月28日
半島電視台宣稱在叙利亚军队内部出现分裂：于4月25日被派到德拉的两个营的士兵，分屬第四師和第五師。由于第五師拒绝向示威者开火，导致由阿萨德的弟弟马希尔·阿萨德领导的第四師與第五師發生武裝衝突。叙利亚士兵大部分是逊尼派教徒，但是军官却多数属于总统阿萨德所属的少数教派阿拉维派。一名高级外交官说：“叙利亚至今最大规模的葬礼，是为那些拒绝向抗议群众开枪而被就地枪杀的士兵而举行的。
4月29日-“与德拉团结在一起日”
几天前，政府军切断了德拉的水电供应，德拉也面临面粉和食物的短缺。活动家把这个星期五的大型抗议日名为“与德拉团结在一起日”（Solidarity with Daraa day）。
全国都发生了抗议活动，大马士革也举行了为支持德拉的示威者而举行的抗议活动。据报道在德拉至少有62名平民被杀。
4月30日
在德拉的衝突持續。活动人士把从这个周日开始的一周称为“打破围攻德拉周”（week of breaking the siege of Daraa）。
一段来自德拉抗议者的视频显示：一些被打死的示威者的尸体身着葬衣却只能放置于冰冷的房间里，因为军队和狙击手不让德拉人安葬这些死亡者。